# Klosterforst (Kitzingen)
Der Klosterforst nahe der unterfränkischen Stadt Kitzingen ist ein bayerischer Staatsforst. Er verdankt seinem Namen dem Benediktinerinnenkloster Kitzingen, das jahrhundertelang im Besitz des Waldes war.

## Lage
Der Klosterforst bildet eines der größeren, zusammenhängenden Waldareale im Vorland des Steigerwaldes, das generell als eher waldarm bezeichnet werden kann (Landkreis Kitzingen um 22 % Waldanteil, bayerischer Durchschnitt 33 %). Der Wald liegt nordnordöstlich des Kitzinger Stadtteils Etwashausen und wird von der Staatsstraße 2271 durchschnitten. Das Waldgebiet wird begrenzt von der Bundesautobahn 3 und der Gemarkung von Schwarzach am Main-Hörblach im Norden, Kleinlangheim-Haidt im Nordosten, Kleinlangheim im Osten, Großlangheim im Südosten und Albertshofen im Westen.
Heute nur noch durch einen schmalen Wiesenstreifen voneinander getrennt, schließt sich südlich des Klosterforstes ein weiterer Forst an. Es handelt sich um das sogenannte Gilt- oder Gültholz, das historisch den Bürgern von Kitzingen gehörte und heute einen anderen rechtlichen Status hat. Beide Wälder umfassten im 15. Jahrhundert gemeinsam etwa 1000 Hektar.

## Geschichte
Als sogenannter Heidewald mit vielen Föhren entstand der Klosterforst bereits während der jüngeren Steinzeit bzw. der Bronzezeit. Das ausgedehnte Waldgebiet wurde von den Menschen dieser Epochen als Grablege verwendet. So sind auf dem sogenannten Hunnenhügel (von Hünen, fremde Menschen) im Nordwesten mehrere Grablegen archäologisch erforscht und als Bodendenkmäler unter Schutz gestellt. An anderen Stellen sind weitere solche Grabstellen zu identifizieren.
In fränkischer Zeit begann man den westlichen Teil des Waldes entlang des Maines zu roden. Dort entstand das Ausbaudorf Albertshofen, dessen Gemarkung noch heute fast bis zum Forst reicht. Seinen heutigen Namen erhielt der Wald wohl am Ende des 15. Jahrhunderts. Damals überließen die Äbtissin Barbara II. von Castell († 1437) und ihre leibliche Schwester Anna († 1439) ihrem Konvent des Klosters Kitzingen den Wald aus ihrem Familienbesitz. Bereits im 15. Jahrhundert mussten die Nonnen von Kitzingen den Wald allerdings an die Markgrafen von Brandenburg-Ansbach, die damaligen Stadtherren von Kitzingen verpfänden.
Eine erste umfassende Beschreibung des Waldes lieferte der Humanist Ladislaus Sunthaym um das Jahr 1500. Danach war der „Vorst (...) ainer meil lanng und einer meyl prait von Kytzing der stat bis gen Swartzach der stat (...)“. Der Hinweis auf den Namen Forst ist wichtig, weil er den Wald mit einem alten Königswald in Verbindung bringt, der auch einen königlichen Wildbann besaß. Mit der Auflösung des Klosters fiel der Wald 1544 endgültig an die Markgrafen. Seit spätestens 1596 führte auch eine Geleitstraße durch den Wald, sie wurde im Laufe der Jahrhunderte immer weiter ausgebaut. Der Forst war also auch verkehrstechnisch bedeutend.
Nach der Säkularisation zu Beginn des 19. Jahrhunderts wurde das Waldgebiet bayerischer Staatsforst. Im 20. Jahrhundert begann man damit, den Wald teilweise in Ackerland umzuwandeln. So entstand zwischen 1936 und 1940 das Gemüseanbaugebiet Albertshofen, indem 195 Hektar im Westen abgeholzt wurden. Die Politik des NS-Regimes führte 1937 zur Anlage einer Panzerstraße. Ein weiterer großer Waldverlust musste 1977 hingenommen werden, als die amerikanischen Truppen auf 113 Hektar einen Panzerübungsplatz einrichteten. Später entstanden dort große Bunkeranlagen der NATO, die heute nicht mehr militärisch genutzt werden.
Der Landkreis Kitzingen betreibt im Klosterforst ein Kompostwerk.

## Schutzgebiete
Nach dem Zweiten Weltkrieg begann man im Klosterforst mit der Ansiedlung von gefährdeten Waldameisenarten. Im Kitzinger Klosterforst überwiegen durch die jahrzehntelange Mittelwaldbewirtschaftung Eichen, daneben gibt es viele Kiefern. Der Klosterforst gehört vollständig zum Fauna-Flora-Habitat Sandgebiete bei Schwarzach, Klein- und Großlangheim und ist Teil des EU-Vogelschutzgebietes Südliches Steigerwaldvorland. Im äußersten Osten bestehen mit den Sanden am Tannenbusch bei Kleinlangheim und dem Belkers bei Großlangheim zwei Naturschutzgebiete. Viele Naturdenkmäler sind im Wald erhalten, zum Beispiel:
- die Hägigsquelle (auch Hägisquelle),
- das Schlegelsbrünnle (auch Schlegelsbrünnlein) und
- die Bildeiche.

## Sagen
Mehrere Sagen über den Klosterforst wurden sich in den Orten der Umgebung erzählt. Protagonist ist darin der Geisterförster, der als böser Forstmann nach seinem Tod keine Ruhe finden kann. Er soll Menschen in die Irre locken und schreckt Passanten mit seinen Rufen und dem Bellen seiner Hunde. Varianten der Sage identifizieren den Geist als verstorbenen Jäger, der mit oder ohne Kopf erscheint. 
Weitere Sagen spielen an oder um die Bildeiche am Schlegelsbrünnlein. Die Eiche soll der Standort eines alten Weihbrunnens gewesen sein, an dem in heidnischer Zeit auch Menschenopfer dargebracht wurden. Ein Fuhrmann befestigte an der Eiche das namensgebende Heiligenbild, nachdem er erst nach der Ablegung eines Gelübdes mit seinem Wagen weiterfahren konnte. Ein zweites Bild entstand, nachdem man einen Schäfer vor der Eiche tot aufgefunden hatte.